# 5900 Jensen
5900 Jensen eller 1986 TL är en asteroid i huvudbältet, som upptäcktes 3 oktober 1986 av den danska astronomen Poul Jensen vid Brorfelde-observatoriet. Den är uppkallad efter sin upptäckare Poul Jensen och hans fru Bodil Jensen.
Den har den diameter på ungefär 20 kilometer och den tillhör asteroidgruppen Lixiaohua.